# Kjell Hjertsson
Kjell Ivar Hjertsson, född 1 augusti 1922 i Malmö Karoli församling, Malmö, död 8 februari 2013 i Möllevången-Sofielunds församling, Malmö, var en svensk fotbollsspelare, vänsterhalvback och flerfaldig svensk mästare för Malmö FF. Han debuterade, 17 år gammal, i allsvenskan den 2 maj 1940 i en match mot Hammarby IF och spelade totalt 176 allsvenska matcher. Han spelade även allsvenskt i Råå IF i början av 1950-talet.
Kjell Hjertsson deltog tillsammans med sina bröder Arne och Sven i den avgörande match, mot AIK på Råsunda Fotbollsstadion den 29 maj 1944, i vilken Malmö FF säkrade sitt första allsvenska guld genom att vinna med 2-1. Det skulle visa sig vara den första och enda gången, som alla tre bröderna spelade tillsammans. 
Kjell Hjertsson hade en kraftfull, hård och energisk spelstil och var en ytterst svårpasserad försvarsklippa med välutvecklad känsla för taktik. Han kom att tillhöra den MFF-uppställning, som var lagets mest framgångsrika genom tiderna och som i obruten följd spelade 49 allsvenska matcher utan förlust. Säsongen  1949-50 blev Kjell Hjertsson åter svensk mästare för MFF.
Konkurrensen om platserna i MFF var vid den här tidpunkten hård och lagledningen ansåg att Kjell Hjertsson inte längre platsade i laget. 
År 1950 lät han sig av denna anledning värvas till Råå IF, tillsammans med klubbkamraterna Walle Ek och Gustaf Nilsson. Med dessa förstärkningar kunde Råå IF, direkt efter uppgång från division II, säsongen 1950-51, sensationellt erövra allsvenskans stora silvermedalj.